# Calcjarlite
La calcjarlite è un minerale appartenente al gruppo della jarlite.